# Arba'in

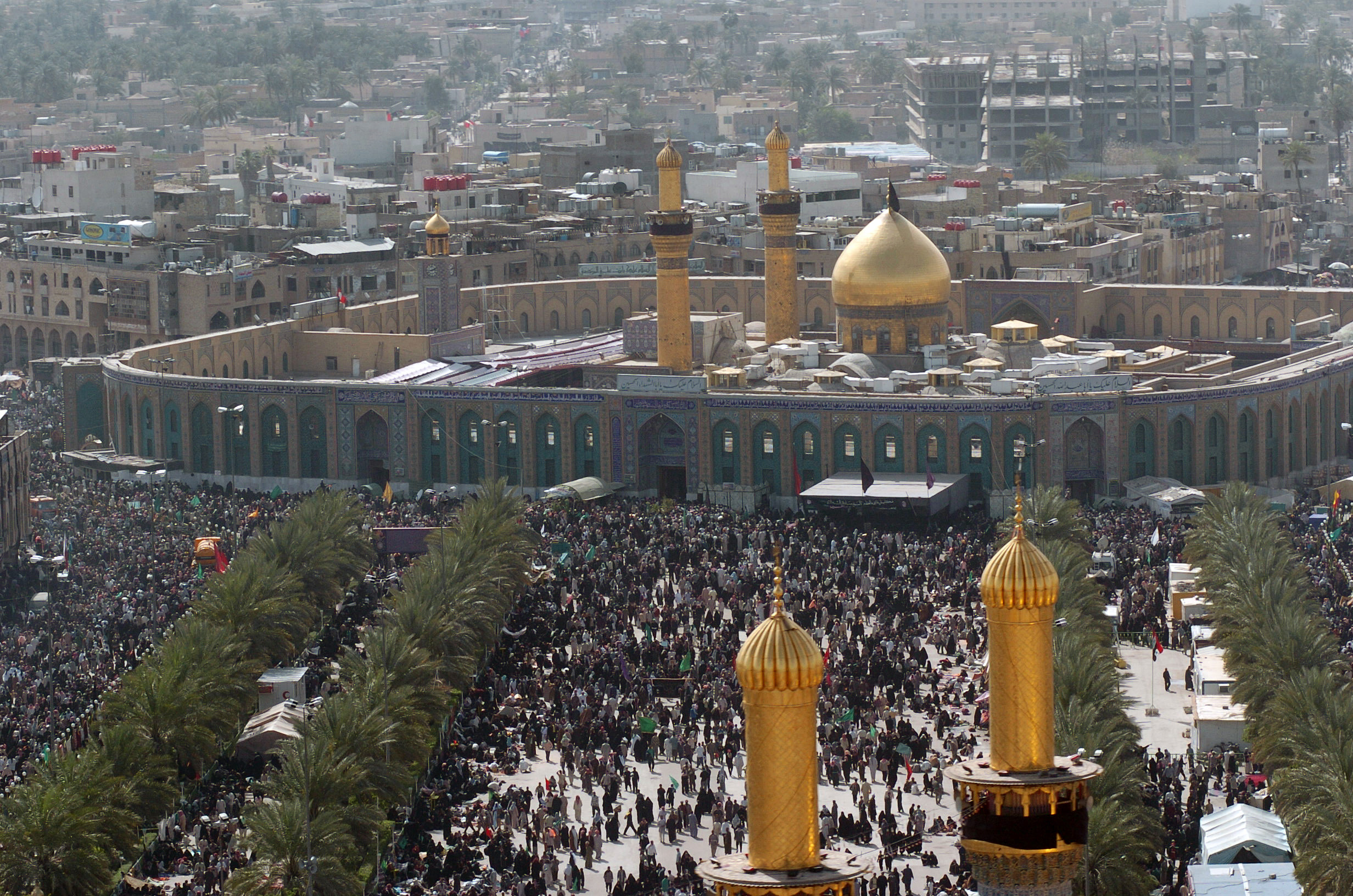
Hundratusentals shiamuslimer samlas vid Husayn ibn Alis helgedom i Karbala i Irak efter att ha gjort pilgrimsfärden till fots under arba'in.

Arba'in (arabiska: الاربعين, "fyrtio") är en högtid som shiamuslimer hedrar varje år. Denna dag infaller den 20 safar enligt den muslimska kalendern och är den 40:e dagen efter den dag som imam Husayn ibn Ali dog som martyr år 680 (istishhad, martyrskapet).
Enligt islamisk sed vidtar generellt vid dödsfall en sorgeperiod som varar 40 dagar efter begravningen. Detta är dock något som varierar mellan olika kulturer runt om i världen. Sorgeperioden kan vara betydligt kortare och det beror också på hur djupt religiös familjen är.

## Historia
En av Muhammeds bästa vänner, Jabir ibn Abdullah, anlände till Karbala med Husayns familj, 40 dagar efter att Husayn dödades. Sedan dess har det hållits ceremonier. Ceremonin stoppades av Saddam i 30 år.

## Andra inriktningar och religioner
Sunnimuslimer, kristna och yazidier deltar också i evenemanget varje år.

## Pilgrimsfärden till Karbala
Denna dag samlas stora folkmassor nära Husayns grav i Karbala, Irak. De går 8 mil söder om centrala Irak till Karbala i söder. Ceremonin hålls årligen under strikta säkerhetsåtgärder.
Enligt irakisk statsledd media 2016 hade mer än 22 miljoner pilgrimer besökt Karbala under arba'in och året innan hade det kommit 17 miljoner pilgrimer enligt officiella källor. Zaynab bint Ali gjorde en pilgrimsfärd till Karbala under historiens första eller andra arba'in. Enligt en shiitisk återberättelse från den elfte shiaimamen Hasan al-Askari är ziyarat arba'in ett av fem tecken på en troende.

## Traditioner och seder
Under promenader erbjuder lokalbefolkningen gratis mat och gratis boende för resenärer av kärlek till Husayn.

## Bildgalleri

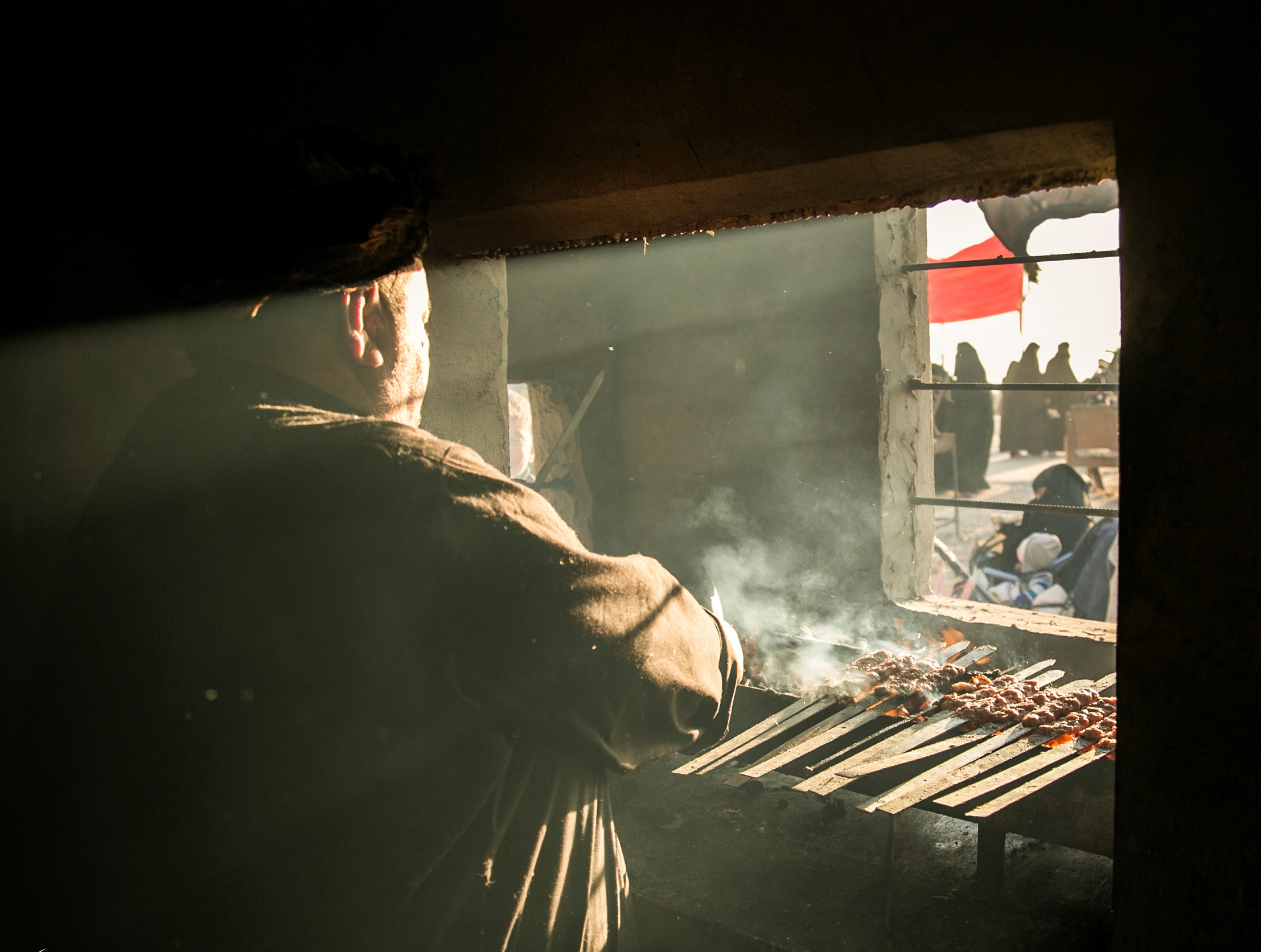
En man som grillar kött för pilgrimer.
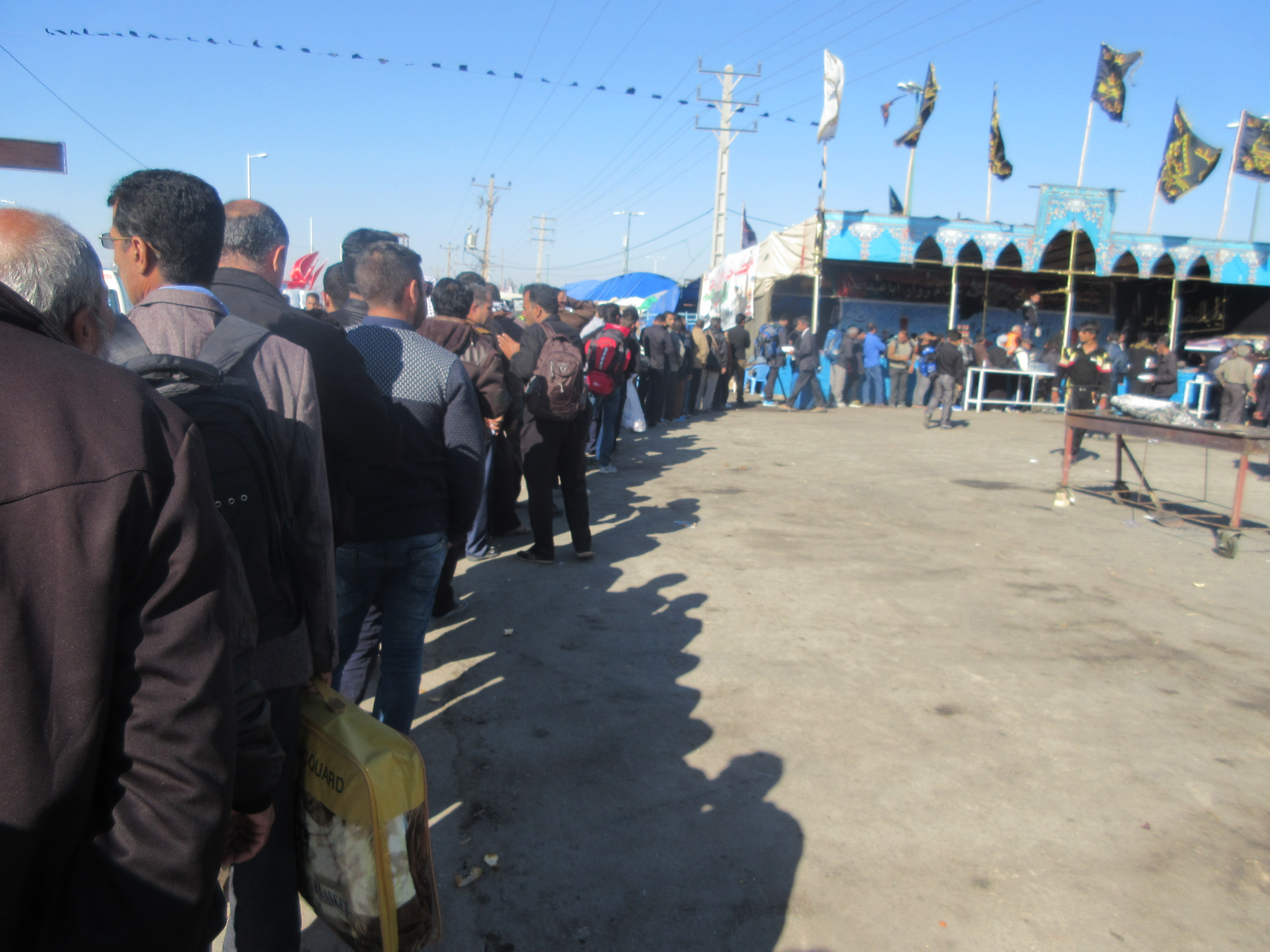
Arbaʽin-pilgrimer väntar på att få gratis mat.
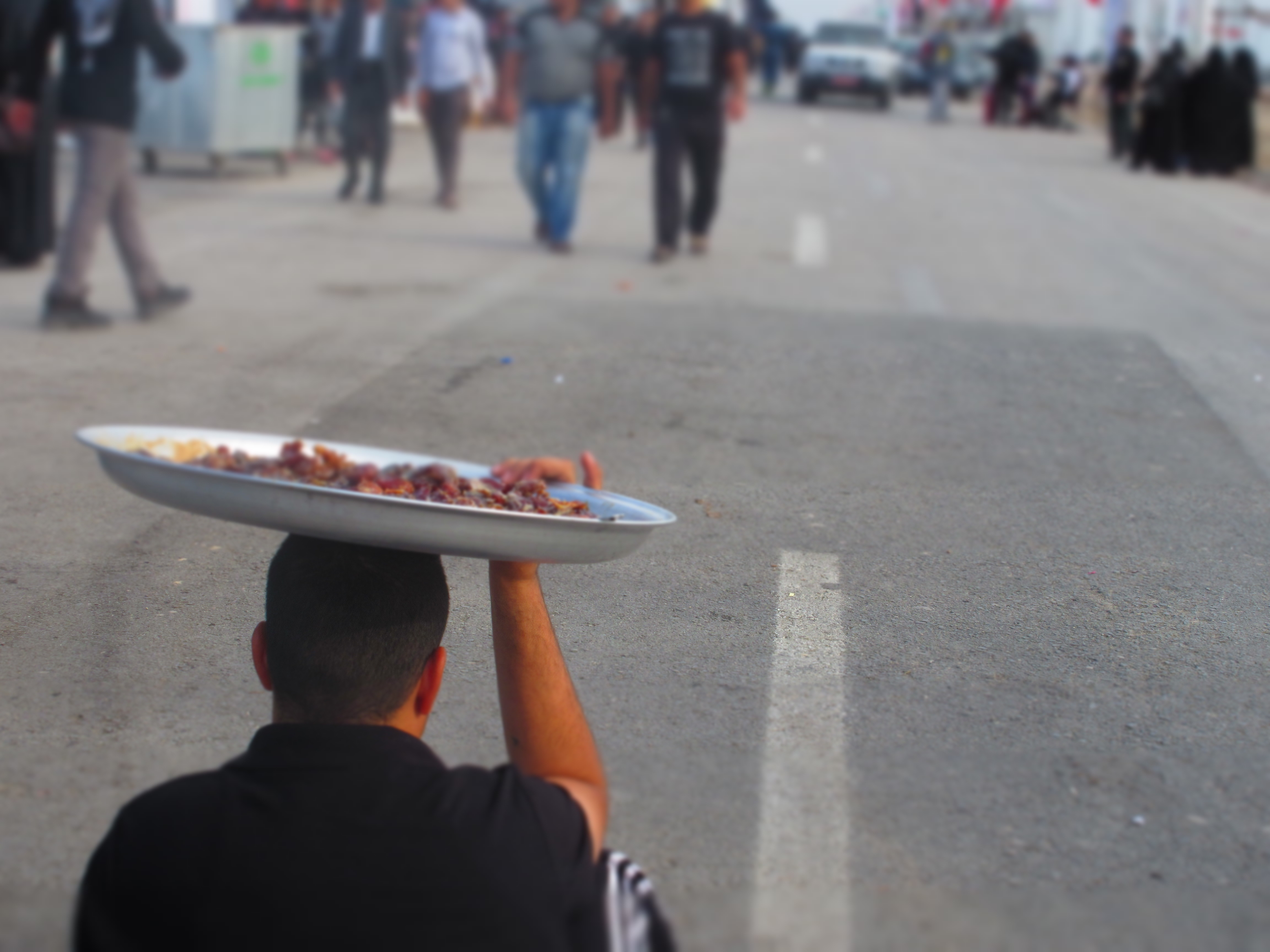
En man som håller en tallrik full av dadlar på huvudet för passerande Arbaʽin-pilgrimer.
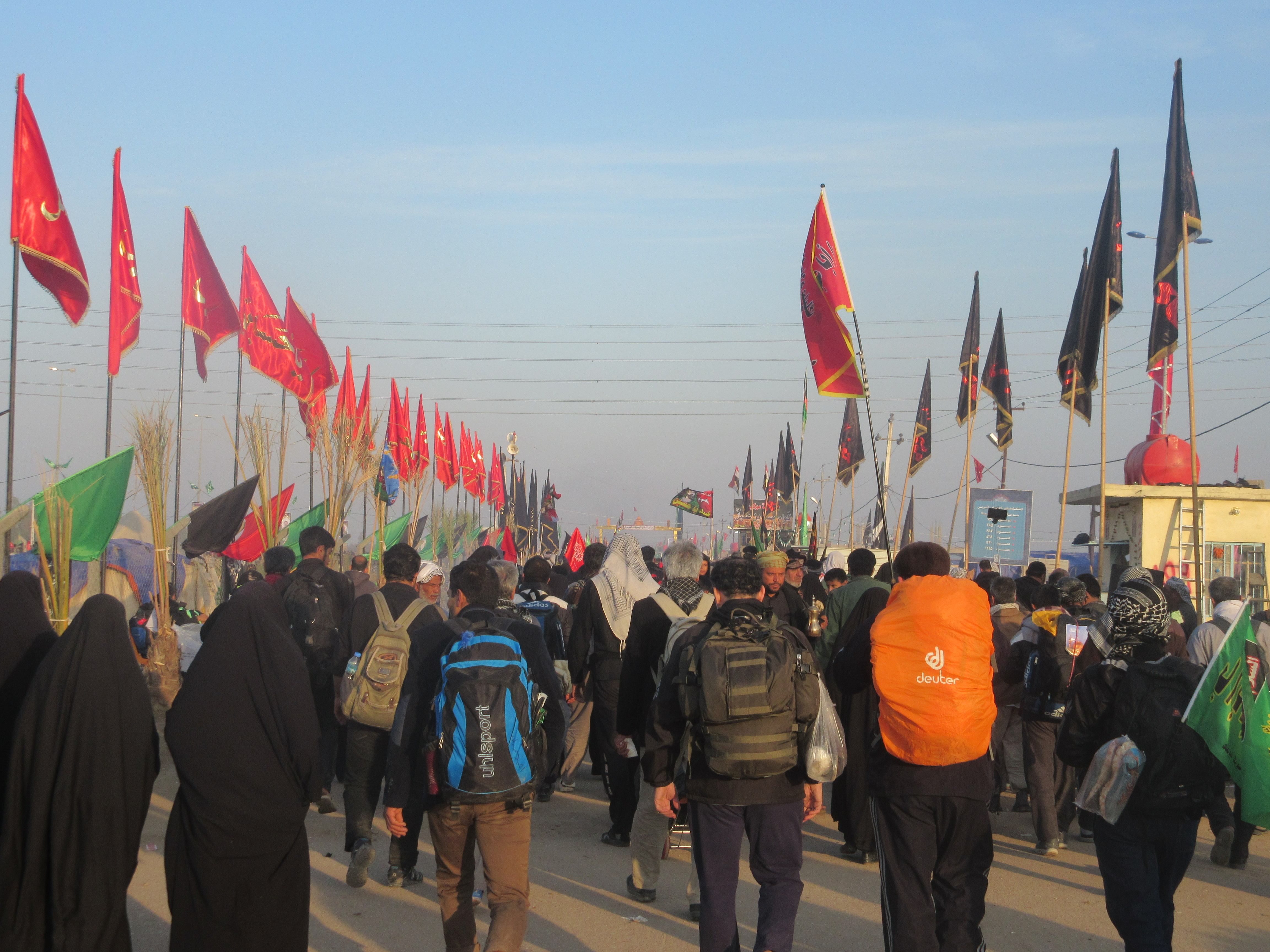
Arba'in-pilgrimsfärden år 2015.
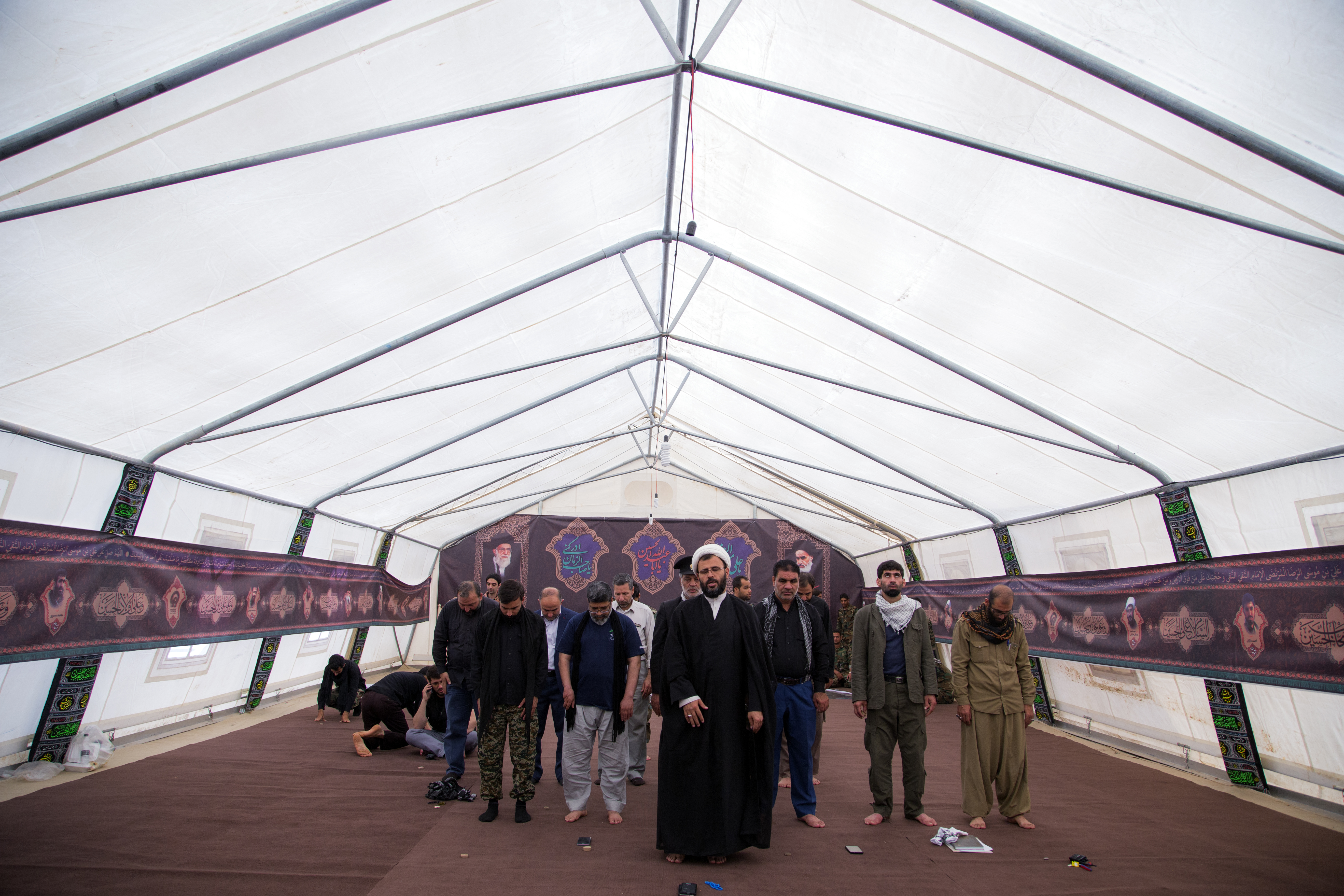
Ett tält uppsatt på vägen, i en så kallad "mawkib".
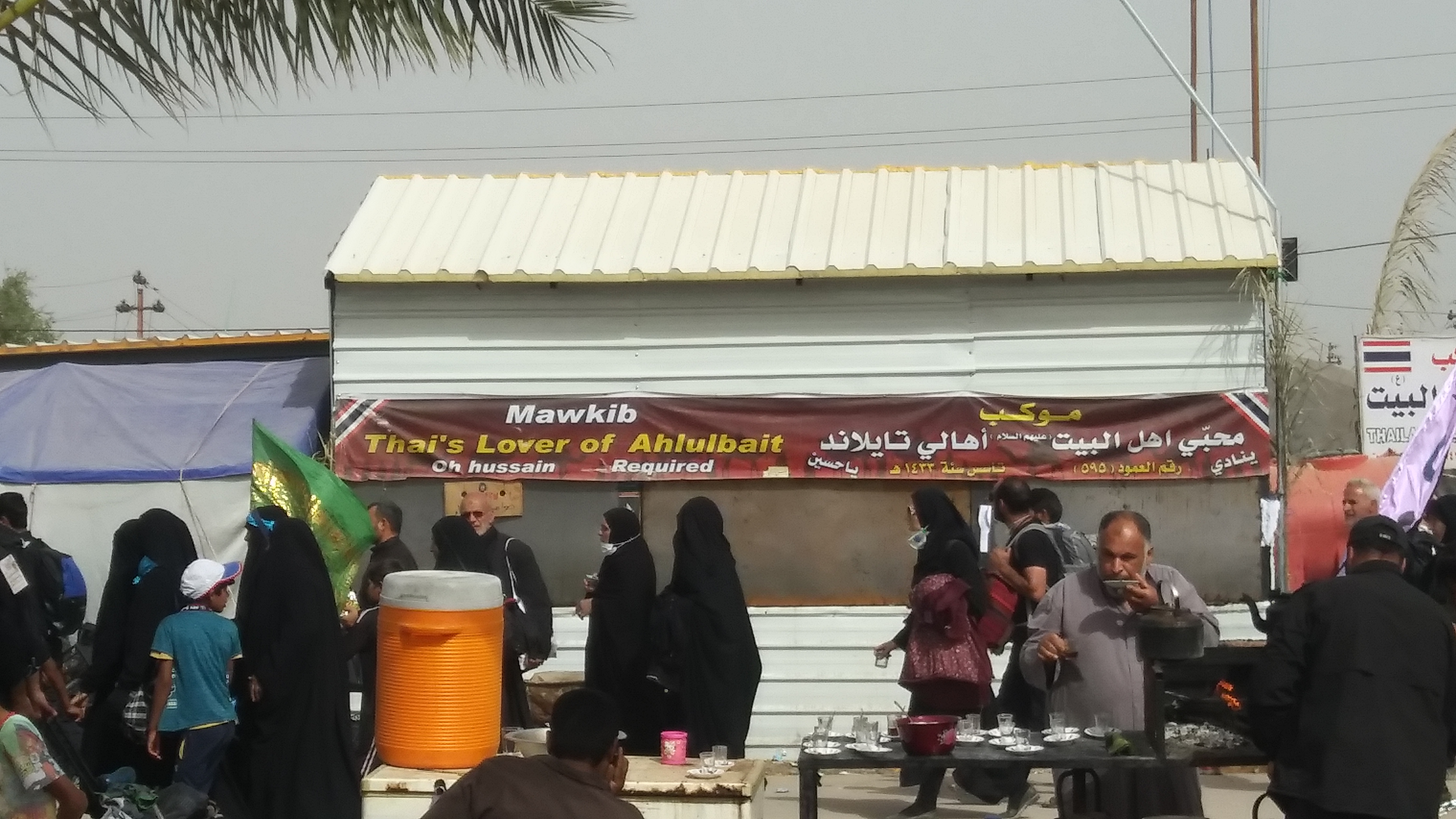
En thailändsk "mawkib".